# Dubník (Nové Zámky)
Dubník (bis 1948 slowakisch „Čúz“; ungarisch Csúz) ist eine Gemeinde im Westen der Slowakei mit 1520 Einwohnern (Stand 31. Dezember 2024), die zum Okres Nové Zámky, einem Kreis des Nitriansky kraj gehört.

## Geographie

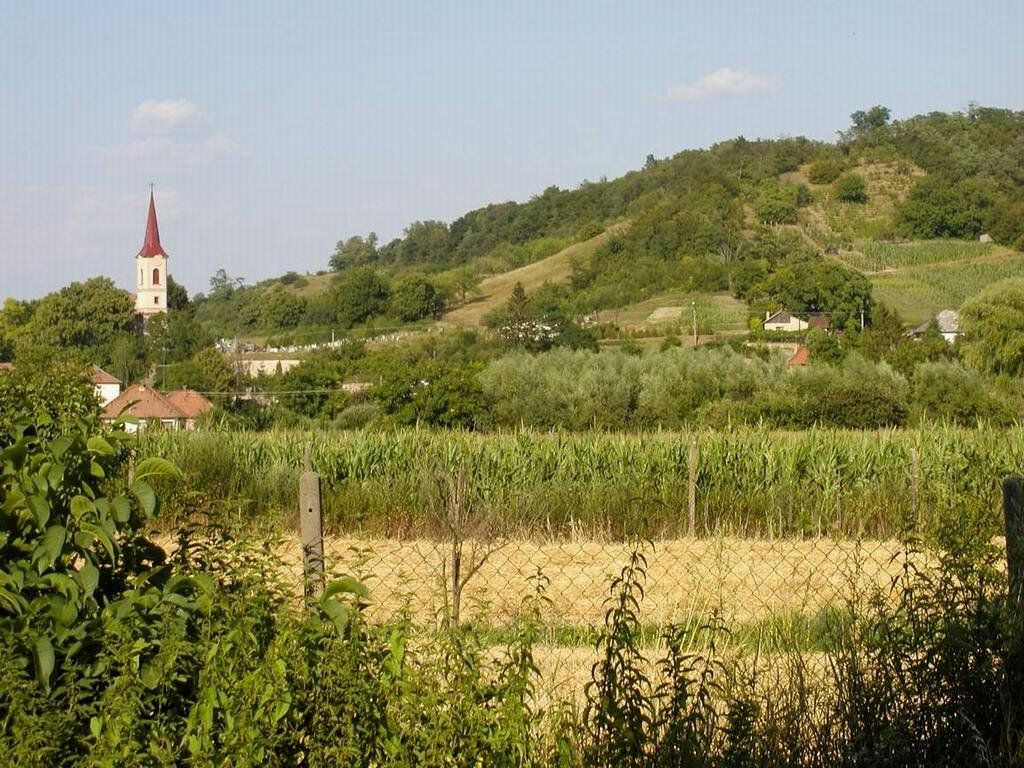
Blick auf die Landschaft bei Dubník

Die Gemeinde befindet sich im Donauhügelland (Teil des slowakischen Donautieflands) am Bach Paríž. Das Ortszentrum liegt auf einer Höhe von 146 m n.m. und ist 22 Kilometer von Nové Zámky gelegen.
Verwaltungstechnisch gliedert sich Dubník in die Gemeindeteile Dubník und Dvor Mikuláš (ungarisch Szentmiklóspuszta).

## Geschichte
Dubník wurde zum ersten Mal 1236 als Chus schriftlich erwähnt.
Bis 1919 gehörte der im Komitat Komorn liegende Ort zum Königreich Ungarn und kam danach zur Tschechoslowakei. Auf Grund des Ersten Wiener Schiedsspruchs lag er 1938–1945 noch einmal in Ungarn.

## Bevölkerung
| Jahr:                | 1994. | 2004.   | 2014.   | 2024.   |
| -------------------- | ----- | ------- | ------- | ------- |
| Anzahl der Personen: | 1779  | 1762    | 1655    | 1520    |
| Unterschied:         |       | -0,95 % | -6,07 % | -8,15 % |

| Jahr:                | 2023. | 2024.   |
| -------------------- | ----- | ------- |
| Anzahl der Personen: | 1538  | 1520    |
| Unterschied:         |       | -1,17 % |

Ergebnisse nach der Volkszählung 2001 (1775 Einwohner):
| Nach Ethnie: - 64,39 % Magyaren - 32,68 % Slowaken - 0,90 % Tschechen - 0,06 % Zigeuner | Nach Religion: - 84,06 % römisch-katholisch - 5,69 % konfessionslos - 2,99 % keine Angabe - 0,79 % evangelisch |

## Sehenswürdigkeiten

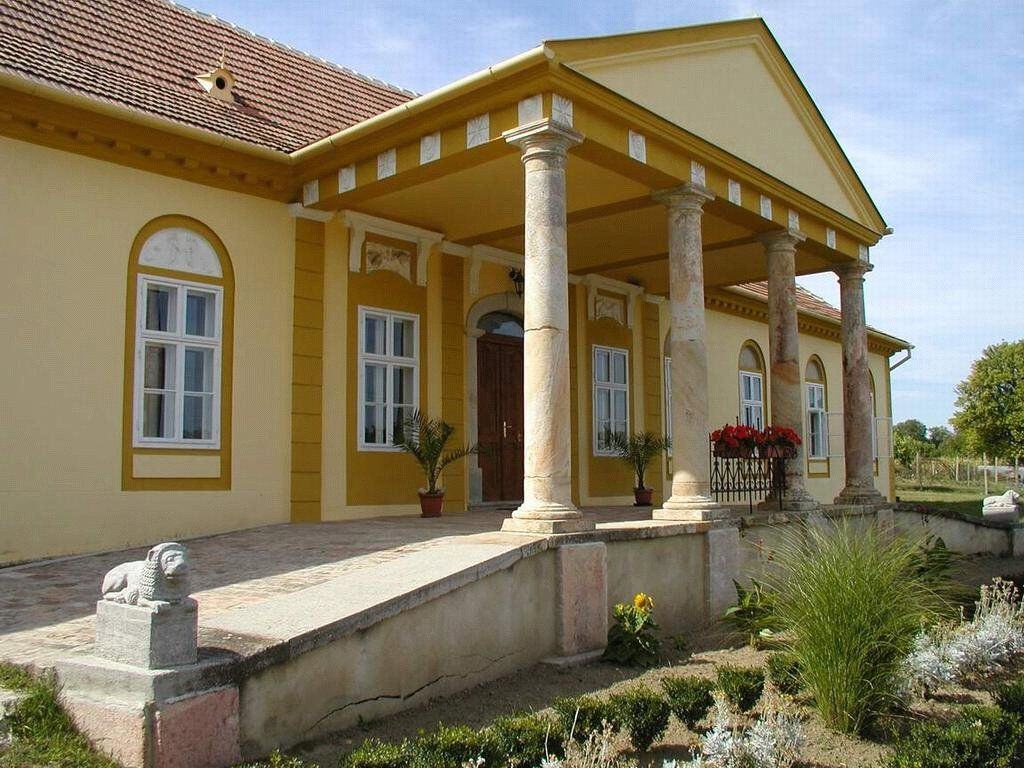
Csúzy-Landschloss

- römisch-katholische Kirche von 1754
- evangelische Kirche von 1793
- Landschloss des Geschlechts Csúzy
- Landschloss des Geschlechts Hunyady
- mehrere Landsitze

## Persönlichkeiten
- Nathan Ehrenfeld (1843–1912), Rabbiner
- Dénes Berinkey (1871–1944), ungarischer Politiker